# Phú Thứ, Kinh Môn
Phú Thứ là một phường thuộc thị xã Kinh Môn, tỉnh Hải Dương, Việt Nam.

## Địa lý
Phường Phú Thứ có vị trí địa lý:
- Phía Đông giáp phường Minh Tân
- Phía Tây giáp các phường Duy Tân và Hiệp Sơn
- Phía Nam giáp phường An Lưu và thành phố Hải Phòng
- Phía Bắc giáp phường Tân Dân.

Phường có diện tích 8,85 km², dân số năm 2018 là 15.443 người, mật độ dân số đạt 1.745 người/km².

## Lịch sử
Trước đây, Phú Thứ là một xã thuộc huyện Kinh Môn.
Ngày 3 tháng 6 năm 2004, Chính phủ ban hành Nghị định 131/2004/NĐ-CP. Theo đó, chuyển xã Phú Thứ thành thị trấn Phú Thứ.
Sau khi thành lập, thị trấn Phú Thứ có 881,36 ha diện tích tự nhiên, dân số là 13.350 người.
Ngày 11 tháng 9 năm 2019, Ủy ban Thường vụ Quốc hội ban hành Nghị quyết số 768/NQ-UBTVQH14 (nghị quyết có hiệu lực từ ngày 1 tháng 11 năm 2019). Theo đó, chuyển huyện Kinh Môn thành thị xã Kinh Môn và thành lập phường Phú Thứ trên cơ sở toàn bộ diện tích và dân số của thị trấn Phú Thứ.
Sau khi thành lập, phường Phú Thứ có 8,85 km² diện tích tự nhiên, dân số là 15.443 người.